# Brawl Stars
Brawl Stars ist ein mobiles Multiplayer Online Battle Arena Spiel für Mobilgeräte (Smartphones, Tabletcomputer), das vom finnischen Spieleentwickler Supercell entwickelt und veröffentlicht wurde. Das Spiel wurde erstmals am 14. Juni 2017 für das Betriebssystem iOS in Kanada veröffentlicht, bevor es am 12. Dezember 2018 weltweit für dasselbe sowie für das Betriebssystem Android herauskam. Brawl-Stars basiert auf dem Kampf zwischen vom Spieler kontrollierten digitalen Spielfiguren mit verschiedenen Fähigkeiten auf einem zweidimensionalen Spielfeld. Das Spiel ist eines der erfolgreichsten von Supercell und wird weltweit gespielt. Die App basiert auf dem Free-to-play Modell.

## Spielprinzip

### Brawler
Vor Beginn eines Kampfes entscheidet jeder Spieler, welche Spielfigur, auch als „Brawler“ bezeichnet, er verwenden möchte, sowie den Spielmodus. Die Brawler können im Spiel über den Starpfad durch den Einsatz von Credits erworben werden, alternativ besteht auch die Möglichkeit, sie im Shop mit Juwelen zu erwerben. Auch kann man sie aus Starrdrops ziehen. Alle seltenen und superseltenen Brawler können nur im Trophäenpfad erworben werden. Diese Spielfiguren sind in sechs Seltenheitsstufen unterteilt: selten, superselten, episch, mythisch, legendär und ultralegendär. Es gibt auch die spezielle Seltenheitsstufe „Erster Brawler“ für den ersten Brawler namens Shelly. Aktuell sind 95 verschiedene Brawler verfügbar.
Jeder Brawler verfügt über eine einzigartige Angriffsfähigkeit, zwei Gadgets, zwei Starpowers, sechs bis acht Ausrüstungen und mehrere Skins. Von den Gadgets und Starpowers kann jeweils nur eines aktiv sein. Bestimmte Brawler können auch eine Hyperladung besitzen. Darüber hinaus gehört jeder Brawler einer der sieben Kampfklassen an: Damage-Dealer, Scharfschütze, Tank, Artillerie, Kontrolle, Unterstützer oder Assasine.

### Turniere
Es gibt monatlich die Möglichkeit, an einem Turnier innerhalb des Spiels teilzunehmen. Dabei geht es darum, insgesamt 15 Spiele in fünf unterschiedlichen Spielmodi zu gewinnen, ohne mehr als dreimal zu verlieren. Aus Fairness-Gründen werden die Fortschritte der Spieler für dieses Turnier gleichgestellt. Neben Preisen innerhalb des Spiels hat man beim Erreichen von 15 Siegen die Möglichkeit, ein eSport-Team zu gründen. Im weiteren Verlauf gibt es die monatliche Qualifikation, bei der das Team sich für die Finals des jeweiligen Monats qualifizieren. Dort erhalten sie Punkte, um im jährlich und weltweitem Turnier um Preisgeld, das an unterschiedlichen Plätzen ausgetragen wird, zu spielen.

### Challenges
In unregelmäßigen Abständen gibt es auch Challenges. Bei diesen ist es das Ziel, so wie bei den Turnieren, zu gewinnen. Die Anzahl der Siege ist dabei immer unterschiedlich. Bei Challenges hat man allerdings unendlich viele Versuche. Als Belohnung gibt es meistens verschiedene Kosmetika, z. B. Sprays, Pins oder auch Skins.

### Starr-Drops
Es handelt sich bei Starr-Drops um kleine Geschenke, die für Trophäen und Siege in den Minispielen vergeben werden. Ebenso wie die Brawler besitzen sie einen Seltenheitsgrad (selten, superselten, episch, mythisch, legendär), die die Größe des Gewinns angeben.
Folgende Gewinne können in Starr-Drops enthalten sein:
1. Münzen
2. Juwelen/Gems
3. Bling (Ingame-Währung)
4. Powerpunkte (dienen zum Upgrade einzelner Brawler)
5. Brawler
6. Skins

Es ist immer ein oben genannter Gewinn in einem Starr-Drop enthalten.

## Entwicklung
Das Spiel kam zunächst nur für iOS-Geräte im kanadischen, norwegischen, finnischen, schwedischen, irischen, singapurischen, macauischen, malaysischen  und dänischen App Store auf den Markt, allerdings plante Supercell sowohl eine weltweite Veröffentlichung als auch eine Android-Version. Am 24. Juni 2018 wurde angekündigt, dass es eine Beta-Veröffentlichung für Android-Geräte geben wird. Die globale Veröffentlichung für beide Plattformen erfolgte nach anderthalb Jahren am 12. Dezember 2018.

## Rezeption
Brawl Stars erhielt überwiegend durchschnittliche Bewertungen. Die Rezensionsdatenbank Metacritic aggregiert 6 Rezensionen der iOS-Version zu einem Mittelwert von 72/100 Punkten.
Es gibt einige Brawl-Stars-Spieler, die ihre Inhalte auf YouTube veröffentlichen. Manche werden durch Provisionen über sogenannte „Creator Codes“ an Umsätzen des Spiels beteiligt.

## Kritik
Das Spiel wird wegen der Möglichkeit diverser In-App-Kaufoptionen, die rasch teuer werden können, kritisch betrachtet. Eine neue Spielfigur schneller zu erhalten, kann über 20 Euro kosten. Insbesondere lassen sich Erfolge mit Geld kaufen.
Über die Team- und Clubchats können Nachrichten nicht nur mit Freunden, sondern auch mit Fremden ausgetauscht werden. Da diese nicht moderiert werden, können somit von Eltern unbeobachtet Hasskommentare, Beleidigungen oder sexuelle Belästigung erfolgen.
Aufgrund der kurzen Spielsequenzen von nur wenigen Minuten und dem sozialen Druck innerhalb der Spielergruppen wird Brawl Stars ein Suchtpotential bescheinigt.